# Distrito de Jaintia Hills
Jaintia Hills es un distrito de la India en el estado de Megalaya. Código ISO: IN.ML.JH.
Comprende una superficie de 3819 km².
El centro administrativo es la ciudad de Jowai.

## Demografía
Según censo 2011 contaba con una población total de 392852 habitantes, de los cuales 197211 eran mujeres y 195641 varones.